# Byhøj
Byhøj (deutsch „Wohnhügel“) ist die dänische Bezeichnung für vertikal aufeinander folgende Siedlungshorizonte in deren Abfolge ein Hügel entstand, wie er als Tell vor allem aus dem ostmediterran-danubischen Raum bekannt ist. In Dänemark sind sie, weit ab von der Stammform, eine auf Thy und auf die germanische Eisenzeit (150 v. Chr.–400 n. Chr.) begrenzt gebliebene Wohnplatzform. Bisher wurden Byhøje in Ginnerup, Hurup, Lodderup, Mariesminde, Nørhå, Nørre Tranders und bei der Vestervig Kirke entdeckt. Bei Vestervig wurde ein 24 Häuser umfassender Byhøj restauriert. 
Es handelt sich um Anhäufungen rechteckiger oder trapezoider Einhegungen, die alte Hausgrundrisse markieren. Ihre einst meterdicken Soden- und Torfwände stellen die Relikte dieser Bauten dar und bilden sich im Gelände als niedrige Wälle ab. Die ehemaligen Bauten liegen in mehreren Horizonten auf einer bis zu zwei Meter hohen Kulturschicht. Umgebende Pflaster und gepflasterte Zuwege vervollständigen die parallel ausgerichteten Bauten unterschiedlicher Größe, die auch als Häuserreihe vorkommen.